# 玉宅健太郎
玉宅 健太郎（たまや けんたろう、1992年1月30日 - ）は、日本の元男子バレーボール選手である。

## 来歴
大阪府南河内郡太子町出身。中学1年生のときに、先生に誘われたのがきっかけでバレーボールを始める。
洛陽工業高等学校、京都産業大学を経て、2013年、V・プレミアリーグ（当時のVリーグ1部リーグ）に所属するFC東京の内定選手となった。
2014年、大学卒業後に、FC東京に入団した。入団1シーズン目の2014-15シーズンにリーグ戦初出場を果たした。
2016年、堺ブレイザーズに期限付き移籍（2016/17シーズン限定）。
2022年6月、FC東京のチーム譲渡により誕生したプロクラブ・東京グレートベアーズに全体移籍。
2025年3月、2024-25シーズン限りでの現役引退が発表された。5月9日に引退選手として公示。

## 所属チーム
- 洛陽工業高等学校（2007-2010年）
- 京都産業大学 （2010-2014年）
- FC東京（2014-2022年）
  - 堺ブレイザーズ（2016-2017年）
- 東京グレートベアーズ（2022-2025年）